# Зоркуль (заповедник)
Государственный природный заповедник «Зоркуль» (тадж. Мамнуъгоҳи давлатии табии «Зоркӯл») — природный заповедник в Таджикистане. Относится к I категории МСОП. Расположен на территории Мургабского и Ишкашимского районов Горно-Бадахшанской автономной области на общей площади 877,7 квадратного километра (87 770 гектаров). Организован в 2000 году постановлением Правительства Республики Таджикистан от 14 марта 2000 г. № 120 с целью сохранения в естественном состоянии типичных для данной местности редких и исчезающих видов животного и растительного мира, практически последней достаточно большой, гнездовой колонии горных гусей (до 700 особей), которые внесены в Красную книгу Таджикистана, популяций памирского горного барана (архара), сибирского горного козла, а также высокогорного Восточно-Памирского природного комплекса. Государственный заповедник «Зоркуль» организован на базе существующего орнитологического заказника «Зоркуль», учреждённого в 1972 году по представлению Отдела охраны и рационального использования природных ресурсов Академии наук Таджикской ССР. К заказнику были присоединены прилегающие территории площадью 700 квадратных километров (70 000 гектаров). Создание парка совпало с проведением «Марша парков» — международной акции общественной поддержки особо охраняемых природных территорий.
В 2001 году озеро Зоркуль было включено в список водно-болотных угодий, подпадающих под действие Рамсарской конвенции. В 2006 году Государственный комитет охраны окружающей среды и лесного хозяйства Республики Таджикистан внёс заповедник в кандидаты в список объектов всемирного наследия ЮНЕСКО.

## Физико-географические особенности
Высокогорная территория заповедника (средние высоты — 4100—4200 метров над уровнем моря) относится к Центральноазиатской области, охватывает окрестности и акваторию крупного озера Зоркуль ледникового происхождения. Озеро Зоркуль находится на высоте 4126 метров над уровнем моря. Озеро пограничное, по озеру проходит граница с Афганистаном, южнее находится провинция Бадахшан. Также в границах заповедника находятся три сравнительно небольших озера под общим названием Чаканкуль, которые протянулись по одному из ущелий Ваханского хребта. Верховья этого ущелья также входят в заповедник до пика Согласия (5470 м) и границы с Афганистаном.
Координаты территории Государственного природного заповедника «Зоркул»:
- крайняя северная точка: 37°28,50′ с. ш. 73°41,30′ в. д.HGЯO
- крайняя южная точка: 37°19,50′ с. ш. 73°45′ в. д.HGЯO
- крайняя западная точка: 37°27,15′ с. ш. 73°34,30′ в. д.HGЯO
- крайняя восточная точка: 37°21′ с. ш. 73°45,40′ в. д.HGЯO

### Рельеф
Рельеф окрестностей озера Зоркуль, также как и всего Памира представляет собой систему широких озёрных котловин и речных долин, поднятых на высоту 3600—4200 м над уровнем моря и разделённых сравнительно невысокими сглаженными хребтами, до 1—2 км относительной высоты, сильно разрушенными денудационными процессами. Внешне напоминает среднегорье. Большинство хребтов, вытянуты с востока на запад и имеют наибольшую высоту в западных частях. Котловина и долина озера Зоркуль заполнены продуктами разрушения гор — мелкоземом, щебнем, галечником, песком, нагромождением древних ледниковых морен. В грунтах встречается многолетняя мерзлота.

## Климат
Заповедник «Зоркуль» относится к высокогорной зоне. По своим природно-климатическим и растительным условиям относится к Восточному Памиру. Климат Памира, как высокогорной пустыни, резко континентальный, характеризуется ничтожным количеством осадков, с крайне большими суточными и годовыми перепадами температуры, интенсивной солнечной радиацией. Зима крайне суровая, малоснежная и долгая. Среднегодовая температура по данным метеостанции на озере Зоркуль — 3,8 °C, средняя температура в январе — минус 18 °C. Абсолютный минимум температуры воздуха достигает минус 47 °C. Лето короткое и прохладное, средняя температура июля — 8,7 °C. Вегетационный период 180 суток.
Высокая сухость нагорья обусловлена тем, что окружающие горные хребты перехватывают почти все осадки. По многолетним данным, годовое количество осадков находится в пределах 73—103 мм. Выпадают они преимущественно в весенне-летний период. Вследствие этого влажность воздуха низкая (в среднем 41,6 %).

## Флора и растительность
Растительный покров заповедника очень скудный. Лесная растительность полностью отсутствует. Преобладает субальпийская и альпийская растительность. В горах заповедника преобладает подушкообразная растительность, представляющей высокогорный тип растительности. Эдификаторы этих сообществ связаны с представителями разных форм жизни. Растения подушкообразной формы представлены акантолимонами и остролодочниками, которые всегда сочетаются с другими разнообразными формами высокогорных растений, такими как полынь, ковыль и другие. На влажных территориях подушкообразная растительность сочетается с морозостойкими растениями семейств Осоковые, мятлик обыкновенный и другими растениями. Вдоль ручьев и рек, вблизи берегов озёр и снежников, находятся осоковые и кобрезиевые высокогорные луга, так называемые памирские сазы (заболоченные низкотравные альпийские луга, распространенные только на высокогорье Памира).

## Рыбы

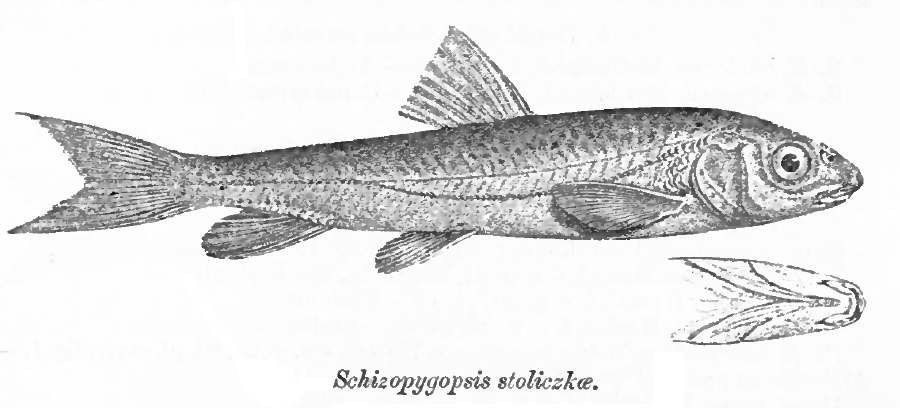
Лжеосман-нагорец (Schizopygopsis stoliczkai), обитающий в озере Зоркуль

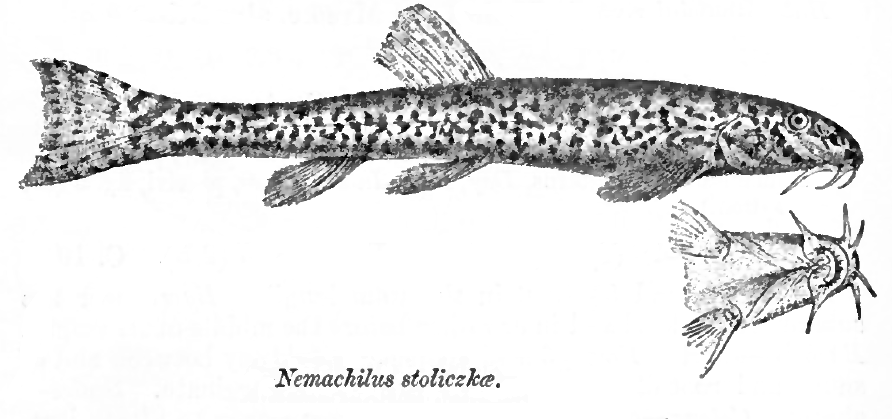
Памирский голец (Triplophysa stoliczkai), обитающий в озере Зоркуль

Основным, массовым видом рыб в озере Зоркуль и реке Памир является многочисленный здесь лжеосман-нагорец (Schizopygopsis stoliczkai). Кроме османа в озере встречается памирский голец (Triplophysa stoliczkai).
Лжеосман живёт в горной части рек Инд и Брахмапутра в Индии. Встречается в Тибете. В Таджикистане имеется только на Памире. Здесь он достигает шестидесяти пяти сантиметров в длину, но возможна встреча и с более крупными экземплярами. Участники гидрологической партии, проводившие работы на озере Турумтайкуль, выловили рыбину размером в полтора метра. Тело лжеосмана-нагорца торпедообразное, гидродинамически совершенное. Чешуи не имеет.
Тибетский голец очень выносливая рыба, выдерживает резкие колебания температур воды. Во время нереста подыскивает ямки на дне водоёма, куда и прячет икру. Излюбленные места обитания тибетского гольца — мелководные каменисто-галечниковые и песчаные участки рек и озёр. Питается он главным образом водяными насекомыми, иногда — икрой лжеосмана. Несмотря на то что икра эта ядовита для большинства животных и человека, голец от неё не погибает.

## Фауна
Пресмыкающиеся в высокогорной зоне заповедника «Зоркуль» представлены гималайской агамой, щитомордником, алайским и азиатским гологлазом.
В группу гнездящихся птиц заповедника «Зоркуль» входят виды, которые приспособились к суровым условиям высокогорья. Наиболее типичные птицы высокогорной зоны — большая чечевица, краснокрылый чечевичник, гималайский (Leucosticte nemoricola), жемчужный (Leucosticte brandti), снежный и красный вьюрок, коноплянка, альпийская галка, ворон, рогатый жаворонок, пустынная каменка, клушица, бородач, огарь, травник, речная крачка, балобан, беркут, снежный гриф (кумай), гималайский и тибетский улар, тибетская саджа (Syrrhaptes tibetanus), горный гусь, большой крохаль. Некоторые из этих птиц остаются зимовать. На озере Зоркуль существует самая большая колония горного гуся, насчитывающая до 250 пар гнездящихся птиц. С августа по октябрь на озере Зоркуль собираются десятки тысяч водоплавающих и околоводных птиц, которые находят здесь пропитание и место для отдыха. В летнее время здесь нередки кочующие и не размножающиеся в этот сезон птицы северных широт (различные утки, веслоногие, кулики, чайки, крачки и другие), так как условия Зоркуля по своим климатическим характеристикам очень схожи, с условиями северной Палеарктики.
Из млекопитающих в заповеднике «Зоркуль» встречаются серебристая (Alticola argentatus) и памирская полёвка (Neodon juldaschi), красная и большеухая (Ochotona macrotis) пищуха, длиннохвостый сурок (Marmota caudata), заяц-толай, лисица, волк, горностай, солонгой, ирбис (снежный барс), сибирский горный козёл, архар, усатая ночница, большой подковонос, и другие. Фоновым для заповедника «Зоркуль» является серый хомячок. Изредка сюда заходит красный волк. Красный волк, архар, ирбис (снежный барс), горностай, бурый медведь, рысь взяты здесь под охрану государства, так как включены в Красную книгу республики.
По данным на 2011 год количество животных в заповеднике «Зоркуль» составляет: архар — 921 особей, сибирский горный баран — 715, снежный барс — 3, длиннохвостый сурок — 1800, горный гусь — 716, гималайский улар — 600, тибетская саджа — 200.
В нивальной зоне большинство животных пребывают в летний период вертикальной миграции или большую часть жизни проводят в убежищах или в спячке.

## Животные, включенные в Красную книгу Таджикистана
В заповеднике «Зоркуль» отмечены следующие животные, включённых в Красную книгу Таджикистана:
- Архар
- Сибирский горный козел
- Заяц-толай
- Длиннохвостый сурок
- Красный волк
- Лисица
- Горностай
- Монгольский балобан
- Ирбис (снежный барс)
- Бурый медведь
- Рысь
- Серый хомячок
- Большеухая пищуха
- Горный гусь
- Тибетский и гималайский улары